# Піквелд
Піквелд (нід. Pikveld) — селище в нідерландській провінції Дренте. Входить до муніципалітету Куворден.
Його площа становить 1,02 км², а населення станом на 2021 рік складало 3 060 осіб.